# Igor Malenovský
Igor Malenovský (ur. 10 maja 1978 w Brnie) – czeski entomolog, specjalizujący się w hemipterologii.

## Życiorys
Studiował na Wydziale Nauk Przyrodniczych Uniwersytetu Masaryka. W 2001 roku otrzymał stopień magistra w zakresie biologii systematycznej i ekologii. W tym samym roku znalazł zatrudnienie jako kurator zbioru owadów na Wydziale Entomologii Muzeum Ziemi Morawskiej w Brnie, które to stanowisko piastował do 2014 roku; zajmował się tam zwłaszcza zarządzaniem zbiorem piewików i piersiodziobych. W latach 2002–2003 odbył studia doktorskie pod kierunkiem Daniela Burckhardta na Uniwersytecie w Bazylei oraz z w tamtejszym Muzeum Historii Naturalnej. W 2008 roku doktoryzował się na Wydziale Nauk Przyrodniczych Uniwersytetu Masaryka pracą poświęconą systematyce i biologii koliszków z rodziny Phacopteronidae. W 2008 i 2011 roku badał zbiory Muzeum Historii Naturalnej w Paryżu. Od 2014 roku zatrudniony jest jako profesor nadzwyczajny w Katedrze Botaniki i Zoologii Wydziału Nauk Przyrodniczych Uniwersytetu Masaryka, gdzie wchodzi w skład Terrestrial Invertebrate Research Group. Wykłada tam głównie taksonomię, filogenetykę i nomenklatorykę zwierząt, systematykę i filogenezę owadów oraz entomologię stosowaną i zaawansowaną. W 2017 roku przebywał w Instytucie Badań Leśnych Embrapy w brazylijskim Colombo.

## Praca naukowa
Malenovský jest autorem licznych publikacji naukowych. Specjalizuje się w taksonomii, biologii i morfologii koliszków i piewików oraz ich rozsiedleniu i różnorodności na terenie Czech. Zajmuje się także ekologią zgrupowań owadów fitofagicznych zbiorowisk trawiastych i poprzemysłowych oraz ich ochroną. Opisał wiele nowych dla nauki gatunków.
Jest członkiem Českiej společnosti entomologickiej i Arbeitskreis Zikaden Mitteleuropas. Od 2009 roku jest redaktorem Acta Entomologica Musei Nationalis Pragae, od 2010 roku redaktorem ZooKeys i członkiem rady naukowej Muzeum Ziemi Morawskiej. W latach 2009–2018 zasiadał w radzie naukowej Muzeum Narodowego w Pradze. Od 2014 jest członkiem Komisji Doktorskiej dla Zoologów. W 2010 roku organizował 17. spotkanie Arbeitskreis Zikaden Mitteleuropas w Mikulovie.